# Winkelsett
Winkelsett è un comune di 662 abitanti della Bassa Sassonia, in Germania.
Appartiene al circondario (Landkreis) di Oldenburg (targa OL) ed è parte della comunità amministrativa (Samtgemeinde) di Harpstedt.

## Geografia antropica

### Suddivisioni amministrative
Oltre al capoluogo (Winkelsett), il territorio comunale comprende le frazioni di Barjenbruch, Hackfeld, Harjehausen, Hölingen, Kellinghausen, Kieselhorst, Mahlstedt, Reckum, Rüdebusch, Spradau, Wohlde e Zum Heitzhausen.